# Paramimistena brevis
Paramimistena brevis är en skalbaggsart som beskrevs av Tatsuya Niisato och Makihara 1999. Paramimistena brevis ingår i släktet Paramimistena och familjen långhorningar. Inga underarter finns listade i Catalogue of Life.